# Tomoderus rotundipennis
Tomoderus rotundipennis es una especie de coleóptero de la familia Anthicidae.

## Distribución geográfica
Habita en Filipinas.